# 兵库农业短期大学
兵库农业短期大学（日语：／ Hyōgo Nōgyō Tanki Daigaku *），简称兵农短，是过去一所位于日本兵库县加古川市的公立短期大学。

## 概要

### 简介
- 学校最早可以追溯到1949年[1]。短期大学为于1951年开办[1]、由兵库县经营。招生到1955年[1]、停办于1955年[2]。为男女同校

### 历史
- 1951年 兵库农业短期大学成立并同时设置一个学科即农业科（农业专攻和园艺专攻）[1][2]。
- 1955年 招生最后、次年停止招生（正式停办于1957年10月20日[2]）。

## 学校环境
- 校区：在了兵库县加古川市[注 1]

## 组织

### 学科
- 农业科
  - 农业专攻
  - 园艺专攻

### 专科
| - 没有 |

### 业余课程
| - 没有 |

### 附属学校
- 前兵库农业短期大学附属高中（现在兵库县立农业高中）

## 相关链接
- 日本短期大学列表